# Dicranomyia (Peripheroptera) trimelania
Dicranomyia (Peripheroptera) trimelania is een tweevleugelige uit de familie steltmuggen (Limoniidae). De soort komt voor in het Neotropisch gebied.